# Pristurus saada
Pristurus saada — вид геконоподібних ящірок родини Sphaerodactylidae. Ендемік Ємена.

## Поширення і екологія
Pristurus saada мешкають в горах на північному заході Ємену. Вони живуть серед скель, на висоті понад 2000 м над рівнем моря.